# Municipio de Tyronza (condado de Poinsett)
El municipio de Tyronza (en inglés: Tyronza Township) es un municipio ubicado en el condado de Poinsett en el estado estadounidense de Arkansas. En el año 2010 tenía una población de 998 habitantes y una densidad poblacional de 11,08 personas por km².

## Geografía
El municipio de Tyronza se encuentra ubicado en las coordenadas 35°28′46″N 90°20′22″O / 35.47944, -90.33944. Según la Oficina del Censo de los Estados Unidos, el municipio tiene una superficie total de 90.05 km², de la cual 89,95 km² corresponden a tierra firme y (0,12 %) 0,11 km² es agua.

## Demografía
Según el censo de 2010, había 998 personas residiendo en el municipio de Tyronza. La densidad de población era de 11,08 hab./km². De los 998 habitantes, el municipio de Tyronza estaba compuesto por el 94,29 % blancos, el 3,31 % eran afroamericanos, el 0,1 % eran asiáticos, el 0,1 % eran isleños del Pacífico, el 1 % eran de otras razas y el 1,2 % eran de una mezcla de razas. Del total de la población el 2,3 % eran hispanos o latinos de cualquier raza.